# Ейтвірде
Ейтвірде (нід. Uitwierde, нід. вимова: [œytˈʋirdə]) — село в нідерландській провінції Гронінген. Входить до складу муніципалітету Емсделта.
Його площа становить 0,07км², а населення станом на 2021 рік складало 60 осіб.
Перша згадка про населений пункт датується 1439-им роком.

## Галерея

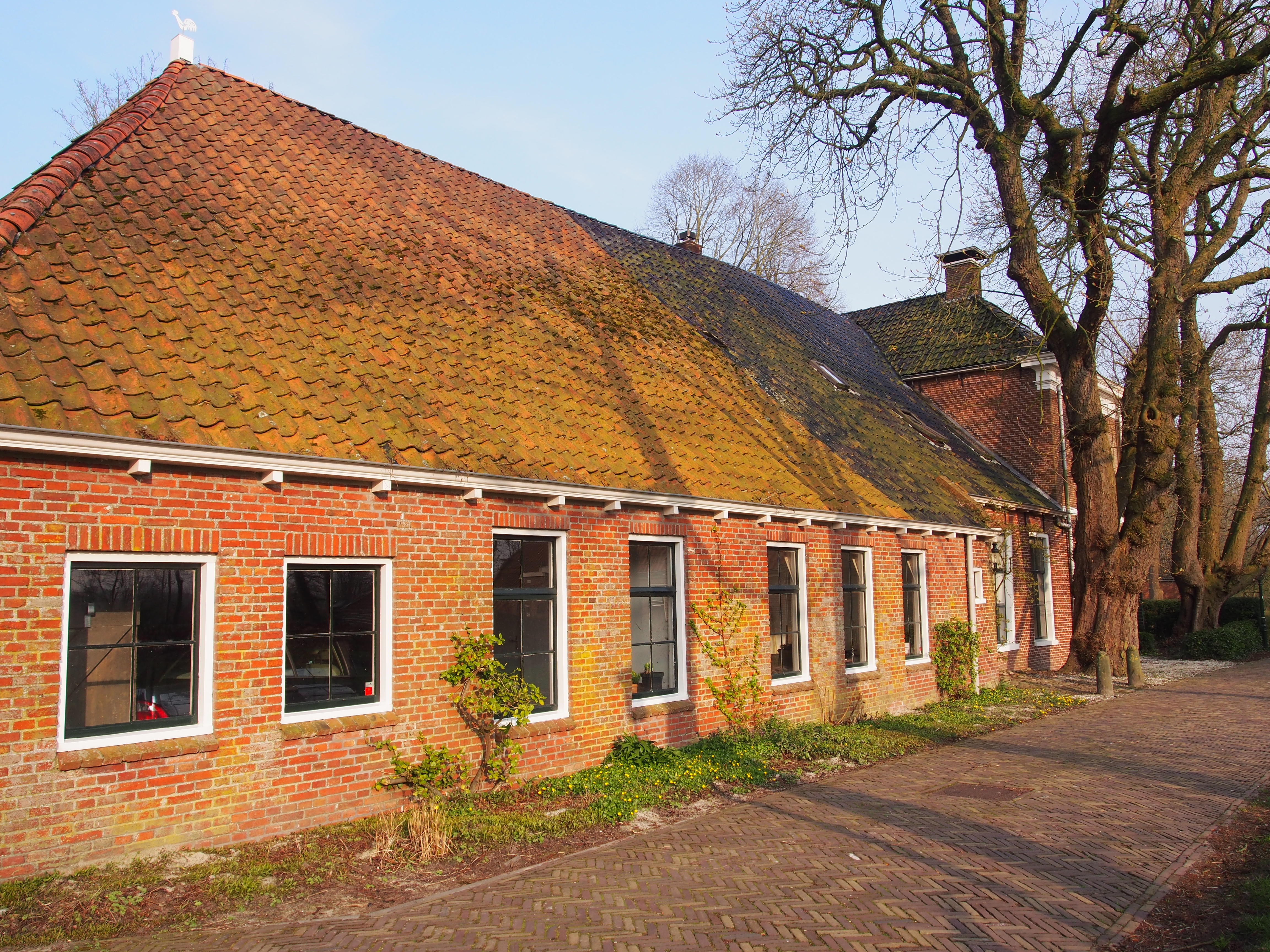
Ферма в Ейтвірде
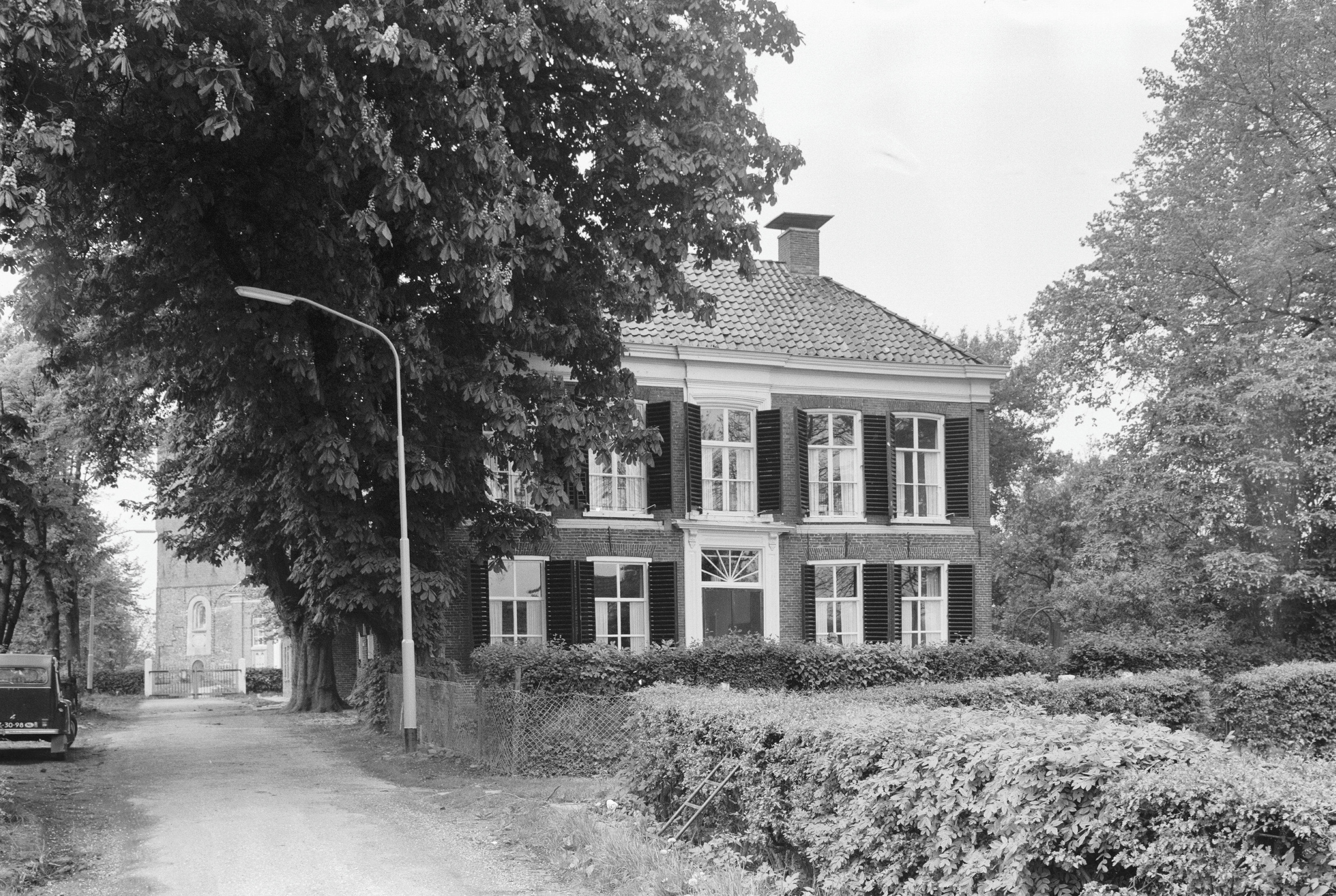
Вілла в Ейтвірде